# Mahmudiye
Mahmudiye ist eine Stadtgemeinde (Belediye) im gleichnamigen Ilçe (Landkreis) der Provinz Eskişehir in der türkischen Region Zentralanatolien und gleichzeitig ein Stadtbezirk der 1993 gebildeten Büyükşehir Belediyesi Eskişehir (Großstadtgemeinde/Metropolprovinz). Mahmudiye ist seit der Gebietsreform ab 2013 flächen- und einwohnermäßig identisch mit dem Landkreis.

## Geographie
Der Landkreis/Stadtbeziurk liegt im Zentrum der Provinz, etwa 50 Kilometer südöstlich des Zentrums von Eskişehir. Er grenzt im Süden an Çifteler, im Westen an Seyitgazi, im Norden an Odunpazarı und Alpu, im Nordosten an Beylikova und im Osten an Sivrihisar. Die Stadt und den Landkreis durchquert die Fernstraße D-675, die von der E 90 im Norden kommend über Çifteler nach Çay im Süden führt. Mahmudiye Stadt liegt am Fluss Seydisuyu Deresi, der weiter östlich in den Sakarya fließt.
Die im Stadtlogo manifestierte Jahreszahl (1948) dürfte ein Hinweis auf das Jahr der Erhebung zur Stadtgemeinde (Belediye) sein. 1954 wurde Mahmudiye als selbständiger Landkreis vom Kreis Seyitgazi abgespalten.

## Verwaltung
(Bis) Ende 2012 bestand der Landkreis aus der Kreisstadt und 15 Dörfern (Köy), die während der Verwaltungsreform 2013/2014 in Mahalle (Stadtviertel/Ortsteile) überführt wurden, die vier bestehenden Mahalle der Kreisstadt blieben erhalten. Durch die Herabstufung der Dörfer zu Mahalle stieg deren Anzahl auf 19. Ihnen steht ein Muhtar als oberster Beamter vor.
Ende 2020 lebten durchschnittlich 407 Menschen in jedem Mahalle, 1.501 Einw. im bevölkerungsreichsten (Işıklar Mah.).